# Experimento Hughes-Drever

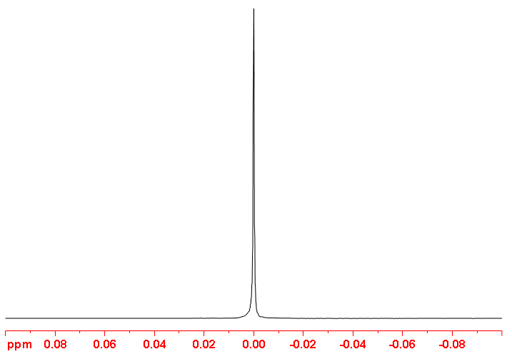
Espectro de resonancia magnética nuclear (RMN) del isótopo ^{7}Li contenido en el compuesto LiCl (1M) en D_{2}O. La única y estrecha línea RMN de este isótopo de litio es una evidencia de la isotropía de la masa y el espacio.

Los experimentos de Hughes–Drever, también llamados experimentos de comparación de relojes, de anisotropía de reloj, de isotropía de masa o de isotropía de energía, son comprobaciones espectroscópicas de la isotropía de la masa y el espacio. Como en los experimentos de Michelson y Morley, se puede poner a prueba la existencia de un sistema de referencia preferente o de otras desviaciones de la invariancia de Lorentz, lo que también afecta a la validez del principio de equivalencia. Por lo tanto, estos experimentos tienen que ver con aspectos fundamentales tanto de la relatividad especial como de la relatividad general. A diferencia de los experimentos del tipo de Michelson y Morley, los experimentos de Hughes y Drever comprueban la isotropía de las interacciones de la materia misma, o sea, de protones, neutrones y electrones. La precisión alcanzada hace de esta clase de experimentos una de la confirmaciones más rigurosas de la relatividad.

## Experimentos de Hughes y Drever
Giuseppe Cocconi y Edwin Ernest Salpeter (1958) habían teorizado que la inercia depende las masas que la rodean según el principio de Mach. Una distribución no uniforme de la materia conduciría, por tanto, a anisotropía de la inercia en direcciones diferentes. Argumentos heurísiticos les llevaron a creer que cualquier anisotropía inercial, si existiese, estaría dominada por las contribuciones de masa del centro de nuestra galaxia Vía Láctea. Argumentaron que esta anisotropía podría observarse de dos maneras: midiendo la división Zeeman en un átomo, o en el estado nuclear excitado del  57Fe usando el efecto Mössbauer.
Vernon W. Hughes et al. (1960) y Ronald Drever (1961) dirigieron de manera independiente experimentos espectroscópicos similares para comprobar el principio de Mach. Sin embargo, no utilizaron el efecto Mössbauer, sino que hicieron medidas de resonancia magnética del núcleo de litio-7, cuyo estado fundamental posee un espín de 3⁄2. El estado fundamental se divide en cuatro niveles de energía magnética igualmente espaciados cuando se mide en un campo magnético acorde con su número cuántico magnético permitido. Las funciones de onda nucleares para los distintos niveles de energía tienen diferentes distribuciones espaciales en relación con el campo magnético, y por tanto tienen diferentes propiedades direccionales. Si se cumple la isotropía de masa, cada transición entre un par de niveles adyacentes debería emitir un fotón de igual frecuencia, resultando en una única y estrecha línea en el espectro. Por otro lado, si la inercia depende de la dirección, debería observarse un triplete de líneas de resonancia más anchas. Durante las 24 horas del desarrollo de la versión de Drever del experimento, la Tierra giró y el eje del campo magnético barrió diferentes secciones del cielo. Drever prestó particular atención al comportamiento de la línea espectral mientras el campo magnético cruzaba el centro de la galaxia. Ni Hughes ni Drever observaron ningún desplazamiento de la frecuencia de los niveles de energía y, debido a la alta precisión de sus experimentos, la anisotropía máxima podría ser limitada a 0,04 Hz ( 10−25 GeV).
En lo que respecta a las consecuencias del nulo resultado para el principio de Mach, Robert H. Dicke (1961) demostró que esto está de acuerdo con el principio, siempre y cuando la anisotropía espacial sea la misma para todas las partículas. Por tanto el resultado nulo está más bien mostrando que los efectos de la anisotropía inercial son, si existen, universales para todas las partículas y localmente inobservables.

## Interpretación moderna
Aunque la motivación de este experimento era probar el principio de Mach, ha llegado a ser reconocido como una importante prueba de la invariancia de Lorentz y, por tanto, de la relatividad especial. Esto es así porque los efectos de la anisotropía también se manifestarían si existiera un sistema de referencia preferente o un sistema de referencia que violase el modelo de Lorentz, usualmente identificados con el sistema de referencia en reposo de la radiación de fondo de microondas o con algún tipo de éter luminífero (velocidad relativa ca. 368 km/s). En consecuencia, los resultados negativos de los experimentos de Hughes y Drever (así como el experimento de Michelson y Morley) descartan la existencia de tal sistema de referencia. En particular, los ensayos de Hughes y Drever para intentar detectar violaciones del modelo de Lorentz se describen a menudo en una teoría de comprobación de la relatividad especial propuesta por Mark P. Haugan y Clifford Will. De acuerdo con este modelo, las violaciones de los principios de Lorentz en sistemas de referencia preferentes pueden llevar a diferencias entre la máxima velocidad alcanzable por partículas con masa y la velocidad de la luz. Si fueran diferentes, las propiedades y frecuencias de las interacciones de la materia podrían cambiar también. Además, es una consecuencia fundamental del principio de equivalencia de la relatividad general que la invariancia de Lorentz se conserva localmente en sistemas de referencia que se mueven libremente (invariancia local de Lorentz, LLI). Esto significa que los resultados de este experimento se aplican tanto a la relatividad especial como a la general.
Debido al hecho de que se comparan diferentes frecuencias ("relojes"), estos experimentos se denominan también ensayos de comparación de relojes.

## Experimentos recientes
Además de las hipotéticas violaciones del modelo de Lorentz debidas a un sistema de referencia preferente o a influencias basadas en el principio de Mach, también se han buscado violaciones espontáneas de la invariancia de Lorentz y de la simetría CPT, ya que las predicciones de varios modelos de gravedad cuántica sugieren su existencia. Se han llevado a cabo modernas actualizaciones de los experimentos de Hughes-Drever para estudiar posibles violaciones del modelo de Lorentz y de la simetría CPT en neutrones y protones. Usando sistemas de espín polarizado y comagnetómetros, para suprimir influencias magnéticas, se han incrementado enormemente la precisión y la sensibilidad de estos experimentos. Además, utilizando balanzas de torsión de espín polarizado también se han realizado comprobaciones en el campo de los electrones.
Todos estos experimentos han dado hasta ahora resultados negativos, por lo que todavía no hay señales de la existencia de un sistema de referencia preferente o de cualquier otra forma de violación del modelo de Lorentz. Los valores de la tabla siguiente están relacionados con los coeficientes dados por el Modelo Estándar extendido (MEE) y son usados a menudo por la teoría de campo efectivo para evaluar posibles violaciones del modelo de Lorentz (véase también otras pruebas de la relatividad especial). Así, cualquier desviación de la invariancia de Lorentz puede vincularse con coeficientes específicos. Dado que en estos experimentos se han probado una serie de coeficientes, solo se da el valor de mayor sensibilidad (para datos más precisos, véanse los artículos individuales):
| Autor               | Año  | Restricciones MEE | Restricciones MEE | Restricciones MEE | Descripción |
| Autor               | Año  | Protón            | Neutrón           | Electrón          | Descripción |
| ------------------- | ---- | ----------------- | ----------------- | ----------------- | --- |
| Prestage et al.     | 1985 |                   | 10−27             |                   | Comparando la transición de volteo del espín nuclear de 9Be+ (confinado en una trampa de Penning) mediante una transición máser de hidrógeno.               |
| Phillips            | 1987 |                   |                   | 10−27             | Se investigaron oscilaciones sinusoidales utilizando un péndulo de torsión de espín criogénico que llevaba un imán polarizado transversalmente.             |
| Lamoreaux et al.    | 1989 |                   | 10−29             |                   | Indujeron polarizaciones de espín dipolo y cuadripolo en un vapor de 201Hg, en el cual pueden observarse cambios de energía de cuadripolo.                  |
| Chupp et al.        | 1989 |                   | 10−27             |                   | Se investiga la división cuadripolo dependiente del tiempo de niveles de Zeeman. Se polarizan por intercambio de espín, y se comparan, gases de 21Ne y 3He. |
| Wineland et al.     | 1991 |                   |                   | 10−25             | Se investigaron los acoplamientos anómalos dipolo-monopolo y dipolo-dipolo mediante el examen de resonancias hiperfinas en 9Be+.                            |
| Wang et al.         | 1993 |                   |                   | 10−27             | Se investiga un péndulo de torsión de espín llevando una masa de 6Dy–23Fe de espín polarizado en busca de variaciones siderales.                            |
| Berglund et al.     | 1995 | 10−27             | 10−30             | 10−27             | Se comparan las frecuencias de 199Hg y 133Cs mediante la aplicación de un campo magnético.                                                                  |
| Bear et al.         | 2000 |                   | 10−31             |                   | Se comparan las frecuencias de másers Zeeman 129Xe y 3He.                                                                                                   |
| Phillips et al.     | 2000 | 10−27             |                   |                   | Se mide la frecuencia de Zeeman utilizando másers de hidrógeno.                                                                                             |
| Humphrey et al.     | 2003 | 10−27             |                   | 10−27             | Véase Phillips et al. (2000). |
| Hou et al.          | 2003 |                   |                   | 10−29             | Véase Wang et al. (1993). |
| Canè et al.         | 2004 |                   | 10−32             |                   | Véase Bear et al. (2000). |
| Wolf et al.         | 2006 | 10−25             |                   |                   | Se miden frecuencias atómicas usando láseres de fuentes atómicas enfriadas de 133Cs.                                                                        |
| Heckel et al.       | 2006 |                   |                   | 10−30             | Usaron un péndulo de torsión de espín con cuatro secciones de alnico y cuatro secciones de Sm5Co.                                                           |
| Heckel et al.       | 2008 |                   |                   | 10−31             | Véase Heckel et al. (2006). |
| Altarev et al.      | 2009 |                   | 10−29             |                   | Se analizan las frecuencias de precesión de espín en neutrones y 199Hg confinados y ultraenfriados.                                                         |
| Brown et al.        | 2010 | 10−32             | 10−33             |                   | Comparando las frecuencias en un comagnetómetro K / 3He. |
| Gemmel et al.       | 2010 |                   | 10−32             |                   | Comparando las frecuencias en un comagnetómetro 129Xe / 3He.                                                                                                |
| Smiciklas et al.    | 2011 |                   | 10−29             |                   | Comparando las frecuencias en un comagnetómetro 21Ne / Rb / K. Comprueba la velocidad máxima alcanzable por neutrones.                                      |
| Peck et al.         | 2012 | 10−30             | 10−31             |                   | Similar a Berglund et al. (1995). |
| Hohensee et al.     | 2013 |                   |                   | 10−17             | Midiendo la transición de frecuencias de dos estados degenerados próximos de 164Dy y 162Dy. Comprueba la velocidad máxima alcanzable por electrones.        |
| Allmendinger et al. | 2013 |                   | 10−34             |                   | Véase Gemmel et al. (2010). |

### Principales
1. ↑  Cocconi, G.; Salpeter E. (1958). «A search for anisotropy of inertia». Il Nuovo Cimento 10 (4): 646-651. doi:10.1007/BF02859800.
2. ↑  Cocconi, G.; Salpeter E. (1960). «Upper Limit for the Anisotropy of Inertia from the Mössbauer Effect». Physical Review Letters 4 (4): 176-177. Bibcode:1960PhRvL...4..176C. doi:10.1103/PhysRevLett.4.176.
3. ↑  Hughes, V. W.; Robinson, H. G.; Beltran-Lopez, V. (1960). «Upper Limit for the Anisotropy of Inertial Mass from Nuclear Resonance Experiments». Physical Review Letters 4 (7): 342-344. Bibcode:1960PhRvL...4..342H. doi:10.1103/PhysRevLett.4.342.
4. ↑  Drever, R. W. P. (1961). «A search for anisotropy of inertial mass using a free precession technique». Philosophical Magazine 6 (65): 683-687. Bibcode:1961PMag....6..683D. doi:10.1080/14786436108244418.
5. ↑  Dicke, R. H. (1961). «Experimental Tests of Mach's Principle». Physical Review Letter 7 (9): 359-360. Bibcode:1961PhRvL...7..359D. doi:10.1103/PhysRevLett.7.359.
6. ↑  Dicke, R. H. (1964). The Theoretical Significance of Experimental Relativity. Gordon and Breach.
7. ↑  Prestage, J. D.; Bollinger, J. J.; Itano, W. M.; Wineland, D. J. (1985). «Limits for spatial anisotropy by use of nuclear-spin-polarized Be-9(+) ions». Physical Review Letters 54 (22): 2387-2390. Bibcode:1985PhRvL..54.2387P. PMID 10031329. doi:10.1103/PhysRevLett.54.2387.
8. ↑  Phillips, P. R. (1987). «Test of spatial isotropy using a cryogenic spin-torsion pendulum». Physical Review Letters 59 (5): 1784-1787. Bibcode:1987PhRvL..59.1784P. doi:10.1103/PhysRevLett.59.1784.
9. ↑  Lamoreaux, S. K.; Jacobs, J. P.; Heckel, B. R.; Raab, F. J.; Fortson, E. N. (1989). «Optical pumping technique for measuring small nuclear quadrupole shifts in 1S(0) atoms and testing spatial isotropy». Physical Review A 39 (3): 1082-1111. Bibcode:1989PhRvA..39.1082L. PMID 9901347. doi:10.1103/PhysRevA.39.1082.
10. ↑  Chupp, T. E.; Hoare, R. J.; Loveman, R. A.; Oteiza, E. R.; Richardson, J. M.; Wagshul, M. E.; Thompson, A. K. (1989). «Results of a new test of local Lorentz invariance: A search for mass anisotropy in 21Ne». Physical Review Letters 63 (15): 1541-1545. Bibcode:1989PhRvL..63.1541C. PMID 10040606. doi:10.1103/PhysRevLett.63.1541.
11. ↑  Wineland, D. J.; Bollinger, J. J.; Heinzen, D. J.; Itano, W. M.; Raizen, M. G. (1991). «Search for anomalous spin-dependent forces using stored-ion spectroscopy». Physical Review Letters 67 (13): 1735-1738. Bibcode:1991PhRvL..67.1735W. PMID 10044234. doi:10.1103/PhysRevLett.67.1735.
12. ↑  Wang, Shih-Liang; Ni, Wei-Tou; Pan, Sheau-Shi (1993). «New Experimental Limit on the Spatial Anisotropy for Polarized Electrons». Modern Physics Letters A 8 (39): 3715-3725. Bibcode:1993MPLA....8.3715W. doi:10.1142/S0217732393003445.
13. ↑  Berglund, C. J.; Hunter, L. R.; Krause, D., Jr.; Prigge, E. O.; Ronfeldt, M. S.; Lamoreaux, S. K. (1995). «New Limits on Local Lorentz Invariance from Hg and Cs Magnetometers». Physical Review Letters 75 (10): 1879-1882. Bibcode:1995PhRvL..75.1879B. PMID 10059152. doi:10.1103/PhysRevLett.75.1879.
14. ↑  Bear, D.; Stoner, R. E.; Walsworth, R. L.; Kostelecký, V. Alan; Lane, Charles D. (2000). «Limit on Lorentz and CPT Violation of the Neutron Using a Two-Species Noble-Gas Maser». Physical Review Letters 85 (24): 5038-5041. Bibcode:2000PhRvL..85.5038B. PMID 11102181. arXiv:physics/0007049. doi:10.1103/PhysRevLett.85.5038.
15. ↑  Phillips, D. F.; Humphrey, M. A.; Mattison, E. M.; Stoner, R. E.; Vessot, R. F.; Walsworth, R. L. (2000). «Limit on Lorentz and CPT violation of the proton using a hydrogen maser». Physical Review D 63 (11): 111101. Bibcode:2001PhRvD..63k1101P. arXiv:physics/0008230. doi:10.1103/PhysRevD.63.111101.
16. ↑  Humphrey, M. A.; Phillips, D. F.; Mattison, E. M.; Vessot, R. F.; Stoner, R. E.; Walsworth, R. L. (2003). «Testing CPT and Lorentz symmetry with hydrogen masers». Physical Review A 68 (6): 063807. Bibcode:2003PhRvA..68f3807H. arXiv:physics/0103068. doi:10.1103/PhysRevA.68.063807.
17. ↑  Hou, Li-Shing; Ni, Wei-Tou; Li, Yu-Chu M. (2003). «Test of Cosmic Spatial Isotropy for Polarized Electrons Using a Rotatable Torsion Balance». Physical Review Letters 90 (20): 201101. Bibcode:2003PhRvL..90t1101H. PMID 12785879. arXiv:physics/0009012. doi:10.1103/PhysRevLett.90.201101.
18. ↑  Canè, F.; Bear, D.; Phillips, D. F.; Rosen, M. S.; Smallwood, C. L.; Stoner, R. E.; Walsworth, R. L.; Kostelecký, V. Alan (2004). «Bound on Lorentz and CPT Violating Boost Effects for the Neutron». Physical Review Letters 93 (23): 230801. Bibcode:2004PhRvL..93w0801C. PMID 15601138. arXiv:physics/0309070. doi:10.1103/PhysRevLett.93.230801.
19. ↑  Wolf, P.; Chapelet, F.; Bize, S.; Clairon, A. (2006). «Cold Atom Clock Test of Lorentz Invariance in the Matter Sector». Physical Review Letters 96 (6): 060801. Bibcode:2006PhRvL..96f0801W. PMID 16605978. arXiv:hep-ph/0601024. doi:10.1103/PhysRevLett.96.060801.
20. ↑  Heckel, B. R.; Cramer, C. E.; Cook, T. S.; Adelberger, E. G.; Schlamminger, S.; Schmidt, U. (2006). «New CP-Violation and Preferred-Frame Tests with Polarized Electrons». Physical Review Letters 97 (2): 021603. Bibcode:2006PhRvL..97b1603H. PMID 16907432. arXiv:hep-ph/0606218. doi:10.1103/PhysRevLett.97.021603.
21. ↑  Heckel, B. R.; Adelberger, E. G.; Cramer, C. E.; Cook, T. S.; Schlamminger, S.; Schmidt, U. (2008). «Preferred-frame and CP-violation tests with polarized electrons». Physical Review D 78 (9): 092006. Bibcode:2008PhRvD..78i2006H. arXiv:0808.2673. doi:10.1103/PhysRevD.78.092006.
22. ↑  Altarev, I. et al. (2009). «Test of Lorentz Invariance with Spin Precession of Ultracold Neutrons». Physical Review Letters 103 (8): 081602. Bibcode:2009PhRvL.103h1602A. PMID 19792714. arXiv:0905.3221. doi:10.1103/PhysRevLett.103.081602.
23. ↑  Brown, J. M.; Smullin, S. J.; Kornack, T. W.; Romalis, M. V. (2010). «New Limit on Lorentz- and CPT-Violating Neutron Spin Interactions». Physical Review Letters 105 (15): 151604. Bibcode:2010PhRvL.105o1604B. PMID 21230893. arXiv:1006.5425. doi:10.1103/PhysRevLett.105.151604.
24. ↑  Gemmel, C.; Heil, W.; Karpuk, S.; Lenz, K.; Sobolev, Yu.; Tullney, K.; Burghoff, M.; Kilian, W.; Knappe-Grüneberg, S.; Müller, W.; Schnabel, A.; Seifert, F.; Trahms, L.; Schmidt, U. (2010). «Limit on Lorentz and CPT violation of the bound neutron using a free precession He3/Xe129 comagnetometer». Physical Review D 82 (11): 111901. Bibcode:2010PhRvD..82k1901G. arXiv:1011.2143. doi:10.1103/PhysRevD.82.111901.
25. ↑  M. Smiciklas et al. (2011). «New Test of Local Lorentz Invariance Using a 21Ne-Rb-K Comagnetometer». Physical Review Letters 107 (17): 171604. Bibcode:2011PhRvL.107q1604S. PMID 22107506. arXiv:1106.0738. doi:10.1103/PhysRevLett.107.171604.
26. ↑  Peck, S.K. et al. (2012). «New Limits on Local Lorentz Invariance in Mercury and Cesium». Physical Review A 86 (1): 012109. Bibcode:2012PhRvA..86a2109P. arXiv:1205.5022. doi:10.1103/PhysRevA.86.012109.
27. ↑  Hohensee, M.A. et al. (2013). «Limits on violations of Lorentz symmetry and the Einstein equivalence principle using radio-frequency spectroscopy of atomic dysprosium». Physical Review Letters 111 (5): 050401. Bibcode:2013PhRvL.111e0401H. PMID 23952369. arXiv:1303.2747. doi:10.1103/PhysRevLett.111.050401.
28. ↑  Allmendinger, F. et al. (2013). «New limit on Lorentz and CPT violating neutron spin interactions using a free precession 3He-129Xe co-magnetometer». Physical Review Letters 112 (11): 110801. Bibcode:2014PhRvL.112k0801A. PMID 24702343. arXiv:1312.3225. doi:10.1103/PhysRevLett.112.110801.

### Secundarias
1. 1 2  Will, C. M. (2006). «The Confrontation between General Relativity and Experiment». Living Reviews in Relativity 9 (3). Consultado el 23 de junio de 2011.
2. 1 2  Will, C. M. (1995). «Stable clocks and general relativity». Proceedings of the 30th Rencontres de Moriond: 417. Bibcode:1995dmcc.conf..417W. arXiv:gr-qc/9504017.
3. 1 2 3  Kostelecký, V. Alan; Lane, Charles D. (1999). «Constraints on Lorentz violation from clock-comparison experiments». Physical Review D 60 (11): 116010. Bibcode:1999PhRvD..60k6010K. arXiv:hep-ph/9908504. doi:10.1103/PhysRevD.60.116010.
4. 1 2 3  Mattingly, David (2005). «Modern Tests of Lorentz Invariance». Living Rev. Relativity 8 (5): 5. Bibcode:2005LRR.....8....5M. arXiv:gr-qc/0502097. doi:10.12942/lrr-2005-5.
5. 1 2  Pospelov, Maxim; Romalis, Michael (2004). «Lorentz Invariance on Trial». Physics Today 57 (7): 40-46. Bibcode:2004PhT....57g..40P. doi:10.1063/1.1784301. Archivado desde el original el 2 de enero de 2022. Consultado el 12 de diciembre de 2015.
6. 1 2  Walsworth, R.L. (2006). «Tests of Lorentz Symmetry in the Spin-Coupling Sector». Lecture Notes in Physics. Lecture Notes in Physics 702: 493-505. ISBN 978-3-540-34522-0. doi:10.1007/3-540-34523-X_18.
7. ↑  Bartusiak, Marcia (2003). Einstein's Unfinished Symphony: Listening to the Sounds of Space-Time. Joseph Henry Press. pp. 96-97. ISBN 0425186202. Consultado el 15 de julio de 2012. «'Vigilé esa línea durante un período de 24 horas mientrar la Tierra rotaba.  A medida que el eje del campo recorría el centro de la galaxia y otras direcciones, yo esperaba un cambio', recuerda Drever.»
8. ↑  Hou, Li-Shing; Ni, Wei-Tou; Li, Yu-Chu M. (2003). «Test of Cosmic Spatial Isotropy for Polarized Electrons Using a Rotatable Torsion Balance». Physical Review Letters 90 (20): 201101. Bibcode:2003PhRvL..90t1101H. PMID 12785879. arXiv:physics/0009012. doi:10.1103/PhysRevLett.90.201101.